# فاطمة آيت منصور عمروش
فاطمة آيت منصور عمروش (ولدت حوالي 1882 في تيزي هيبل [الفرنسية] "أيت محمود"، الجزائر - توفيت في 9 يوليو 1967 في سان بريس أون كوجليس، فرنسا)، هي شاعرة ومغنية شعبية جزائرية. ووالدة الكاتبين جون وطاووس عمروش.

## السيرة الذاتية

### الأصول
وُلدت أم فاطمة، عينة آيت لعربي أوسعيد، في تيزي هيبل [الفرنسية] بالجزائر، وقد تزوجت مبكرًا برجل أكبر منها سنُا بكثير، وقد أنجبت منه طفلين، بعد وفاة زوجها، قررت أن تعيش وحيدة مع طفليها، رافضةً عرض أخيها قاسي بالمجيء للعيش لدى أمها، كما كانت توصي التقاليد. أنكر أخوها ما فعلته، ما أدى في النهاية لخروجها عن العائلة، حتى أنها لم تتمكن من المشاركة في جنازة والدتها.
وقعت عينة بغرام رجل من حيها، والذي كان من نفس عائلة زوجها المتوفي، وقد حملت منه طفلًا، ولكن نظرًا لخطبة الرجل من امرأة أخرى من عائلة مهمة، رفض الاعتراف بأبوته له، استُبعدت عينة من المجتمع، وأنجبته وحدها بمنزلها في تيزي هيبل، الذي تسكن فيه مع طفليها الصغيرين.

### اعتناقها للكاثوليكية
أصبحت فاطمة فيما بعد بنتًا غير شرعية لأرملة. عانت في طفولتها من تنمر أهالي قريتها وإيذائهم. وفي عام 1885، اعتنقت أمها الديانة المسيحية بتأثير من البعثة الكاثوليكية في إواديين، ثم تزوجت من جديد.
عام 1886، دخلت فاطمة مدرسة داخلية بتدارت أوفلة [الفرنسية] بالقرب من القلعة الوطنية، ونالت شهادتها عام 1892. عادت فيما بعد لقريتها قرب أمها، التي علمتها العادات والمعارف التقليدية، خاصةً الأغاني والأشعار بلغة القبايل، ثم ذهبت للعمل بمستشفى مع بعثة الراهبات التبشيرية بأفريقيا. اعتنقت المسيحية ونالت اسم ما رغيت من بعد تعميدها.

### أم وكاتبة
فيما بعد، قابلت شخصًا آخر من من منطقة القبائل اعتنق المسيحية على مذهب الكاثوليكية، والذي انحدر من إغيل علي، وهو أنطوان بلقاسم عمروش، وقد تزوجت منه وهي في سن السادسة عشر من عمرها، بينما كان هو في الثامنة عشر من عمره. أنجب الزواج ثمانية أطفال: بول محند سعيد (1900 – 1940 م)، هنري عشور (1903 – 1958 م)، جون عمروش (1906 – 1962 م)، لويس ماري (1908 – 1909 م)، لويس محند صغير (1910 – 1939 م)، طاووس عمروش (1913 – 1976 م)، نويل سعدي (1916 – 1940 م)، ورينى مالك (1922-).
غادرت عائلة عمروش الجزائر، بعد قضاء بعض الوقت لدى أحماء مارغريت في إغيل علي، وانتقلت للعيش بتونس. قضت بها مارغريت القسط الأكبر من حياتها، إلا أنها لم تتوقف لبرهة في التفكير في مسقط رأسها، القبائل: «بقيت دومًا بالقبائل، رغم مضي 40 عامًا من عمري بتونس، ورغم تعليمي الفرنسي في الأساس...».
عام 1930، قامت، بالتعاون مع بنتها طاووس عمروش وابنها جون، بكتابة وترجمة الأغاني الأمازغية، التي حُفظت عبر التراث الشفهي.
تكبدت خسارة عدد من أفراد عائلتها، حتى أنها ألفت أشعارًا لأطفال رحلوا باكرًا. كُتبت تلك النصوص في كتاب «الأناشيد البربرية للقبائل» (بالفرنسية: Chants berbères de Kabylie) لجون عمروش عام 1939. كما سجلتها بنتها طاووس في كتابها البذرة السحرية» (بالفرنسية: Le Grain magique)، والذي نُشر عام 1966.
تُوفى زوجها، "أنطوان بلقاسم"، في 27 ديسمبر 1967 بالمستشفى الريفي بإيل وفيلان، عن عمر يناهز 85 عامًا، بعد أن عاش عدة سنين في منطقة باييه [الإنجليزية] المجاورة.

### سير ذاتية من بعد الوفاة
عام 1968، نُشرت سيرتها الذاتية قصة حياتي [الفرنسية] بعد وفاتها. والذي سطرت فيه صراع الامرأة القبائلية في القرن العشرين ومكانتها بينهم، ولغتها ولغة الإمبراطوريات المحتلة في ذلك المجتمع القبلي، الذي فرض عليها العديد من القيود، دينها الذي مارسته في السر والذي أجبرها للجوء للمنفى، عادات القبيلة التي طُردت لرفضها، ولكن أيضًا الثقافة الأمازيغية وأناشيدها الفولكلورية، والتي «سمحت لها بتحمل المنفى وكسر ألمها».

## تكريمات
- ممشى « Fadhma Amrouche Poétesse (1882-1967) » في  باييه [الإنجليزية] (Ille-et-Vilaine)
- Fadhma At Mensour, chanson d'Oulehlou tirée de son album Silwan

## الملاحظات
1. ↑  ولاية تيزي وزو حاليًا
2. ↑  واضية
3. ↑  غير دينية
4. ↑  حاليًا الأربعاء نايث إيراثن
5. ↑  والتي أسسها شارل مارسيال

### روابط خارجية
- ضبط استنادي : Fichier d'autorité international virtuel • International Standard Name Identifier • Bibliothèque nationale de France (données) • Système universitaire de documentation • Bibliothèque du Congrès • Gemeinsame Normdatei • WorldCat
- « Sur les traces de Fadhma Ath Mansour » [archive] sur Overblog
- Acte de décès de Fadhma Amrouche [archive] ; l'acte indique qu'elle est née « vers 1887 », mais dans ce cas elle se serait mariée en 1903...
- Hommage à Fadhma Amrouche par des associations berbères [archive] (à Baillé)